# Digitaria texana
Digitaria texana är en bakterieart som beskrevs av Albert Spear Hitchcock. Digitaria texana ingår i släktet fingerhirser, och familjen gräs. Inga underarter finns listade i Catalogue of Life.